# Герман Ернст Фройнд
Герман Ернст Фройнд (15 жовтня 1786, Утледе, поблизу міста Бремена  — 30 червня 1840, Копенгаген) — данський скульптор, представник класицизму; учень Бертеля Торвальдсена.

## З життєпису
Народився неподалік міста Бремена у сім’ї коваля. 
У 1797 році батько відправив його до дядька у м. Копенгаген. Зацікавлений мистецтвом, Г. Фройнд вивчав скульптуру у Королівській академії мистецтв міста Копенгагена. Виявив у вивченні скульптури непересічні здібності, декілька разів (починаючи від 1810 року) нагороджувався медалями за успішність, а 1817 року ще й здобув право на навчальну поїздку до Рима. У травні 1818 року відбув до Рима. З 1818 по 1827 роки навчався у майстерні Бертеля Торвальдсена. Восени 1828 року повернувся до Копенгагена.  27 липня 1829 року він за бронзову статую бога Тора став членом Академії та від жовтня того ж року став професором в Копенгагенській академії мистецтв.